# Clytia macrotheca
Clytia macrotheca is een hydroïdpoliep uit de familie Campanulariidae. De poliep komt uit het geslacht Clytia. Clytia macrotheca werd in 1908 voor het eerst wetenschappelijk beschreven door Perkins. 